# Walter Guinness, 1. Baron Moyne

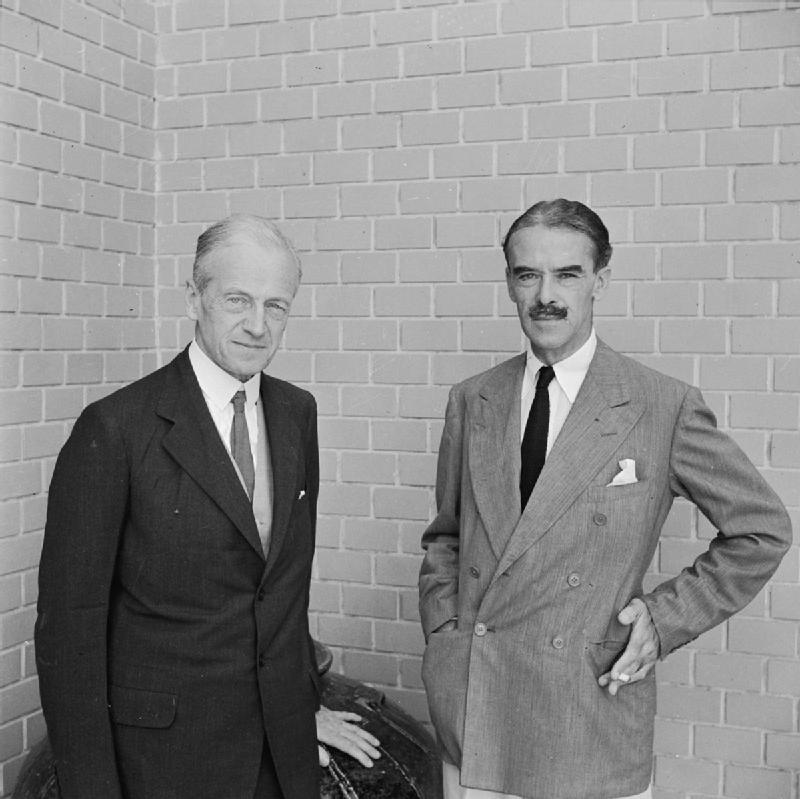
Lord Moyne (links) mit Richard Casey in Kairo, um 1942

Walter Edward Guinness, 1. Baron Moyne DSO und Spange QSAM PC (* 29. März 1880 in Dublin, Irland; † 6. November 1944 in Kairo, Ägypten) war ein britisch-irischer Politiker und Brauereiunternehmer.

## Jugend und Militärdienst
Guinness war der dritte und jüngste Sohn von Edward Cecil Guinness, 1. Earl of Iveagh, und dessen Gattin Adelaide Maria Guinness. Sein Vater war Mehrheitsaktionär der Guinness-Brauerei und galt daher als reichster Ire seiner Zeit. Guinness wuchs in Farmleigh und Elveden auf. Später besuchte er das Eton College.
Er nahm mit den City of London Volunteers der Yeomanry am Zweiten Burenkrieg teil, wurde Mentioned in Despatches und erhielt die Queen’s South Africa Medal. Während des Ersten Weltkriegs diente er in Ägypten und Gallipoli. Wegen persönlicher Tapferkeit in den Kämpfen an der Westfront wurde er mit dem Distinguished Service Order und nach der Dritten Flandernschlacht mit dessen Ordensspange für wiederholte Verleihung ausgezeichnet.

## Politische Karriere

Lord Moyne (stehend 3. v.r.) im Kabinett Churchill, Mai 1940

Guinness war Mitglied der Unionist Party bzw. ab 1912 der Conservative and Unionist Party und von 1907 bis 1931 für den Wahlbezirkes Bury St Edmunds Abgeordneter im House of Commons. 1922 wurde Guinness Mitglied der britischen Regierung, zunächst als Staatssekretär im Kriegsministerium, ab 1924 im Finanzministerium, und 1925 als Landwirtschaftsminister. In dieser Zeit entwickelte Guinness, nicht zuletzt durch die Mitgliedschaft in The Other Club, eine enge persönliche Freundschaft zu Winston Churchill, mit dem er viele Ansichten teilte. 1929 schieden beide mit der Niederlage der Konservativen aus dem Amt. 1932 wurde Guinness als Baron Moyne in den Adelsstand erhoben. In den 1930er Jahren widmete er sich dem Zustand der britischen Kolonien und hielt sich zeitweise in Kenia und auf den British West Indies auf.
Im Zweiten Weltkrieg unterstützte Guinness die Politik Churchills. Von 1941 bis 1942 war er britischer Kolonialminister (Secretary of State for the Colonies) und Leader of the House of Lords. Dann wurde er britischer Staatsminister für den Nahen Osten (British Minister of Middle East Affairs). Trotz guter Beziehungen zu führenden Zionisten wie Chaim Weizmann und David Ben Gurion stand er dem Vorhaben der Errichtung eines jüdischen Staates im britischen Völkerbundsmandat Palästina ablehnend gegenüber, da er eine Belastung der britisch-arabischen Beziehungen befürchtete. Für die Nachkriegsordnung schlug er daher die Errichtung eines Judenstaates auf deutschem Boden vor.

## Ermordung
Nachdem im Mai 1944 der von Joel Brand übermittelte Vorschlag Heinrich Himmlers zur Rettung von bis zu einer Million jüdischer Menschen (insbesondere aus Ungarn) im Austausch gegen die Lieferung von Waren durch die Westalliierten an Hitlerdeutschland auch auf Anraten Moynes abgelehnt wurde und der Holocaust auch über Ungarns Juden hereinbrach, schloss sich Brand der radikal-zionistischen Untergrundgruppe Lechi an. Lechi betrachtete Moyne nun als den „Hauptverantwortlichen für das Schließen der Tore Palästinas vor den jüdischen Flüchtlingen“. Am 6. November 1944 wurden Lord Moyne und sein Fahrer von den Lechi-Mitgliedern Elijahu Chakim und Elijahu Bet-Tzuri in Kairo ermordet. Die Täter wurden Anfang 1945 zum Tode verurteilt und hingerichtet, ihre Leichen 1975 nach Israel überführt und dort in der „Jerusalemer Halle des Heldentums“ aufgebahrt. Premierminister Jitzchak Rabin und Präsident Katzir machten den Toten ihre Aufwartung und die Attentäter wurden am Herzlberg beigesetzt. Großbritannien legte dagegen einen offiziellen Protest ein.
1982 würdigte die israelische Post die beiden Moyne-Attentäter mit jeweils einer Drei-Schekel-Marke, die mit 18 anderen Marken im Gedenkblock „Märtyrer des israelischen Unabhängigkeitskampfes“ herauskamen.

## Privates
Im Juni 1903 heiratete Guinness Evelyn († 1942), die dritte Tochter des 14. Earl of Buchan. Sie wurden Eltern dreier Kinder – Bryan, Murtogh und Grania. Nach dem Ersten Weltkrieg hatte er eine Affäre mit der russischen Tänzerin Ida Rubinstein und bereiste mit ihr u. a. die Komodo-Inseln. Neben seiner politischen Karriere war Guinness im Vorstand der Brauerei und in verschiedenen Wohltätigkeitsorganisationen seiner Familie aktiv.